# Nanni Galli

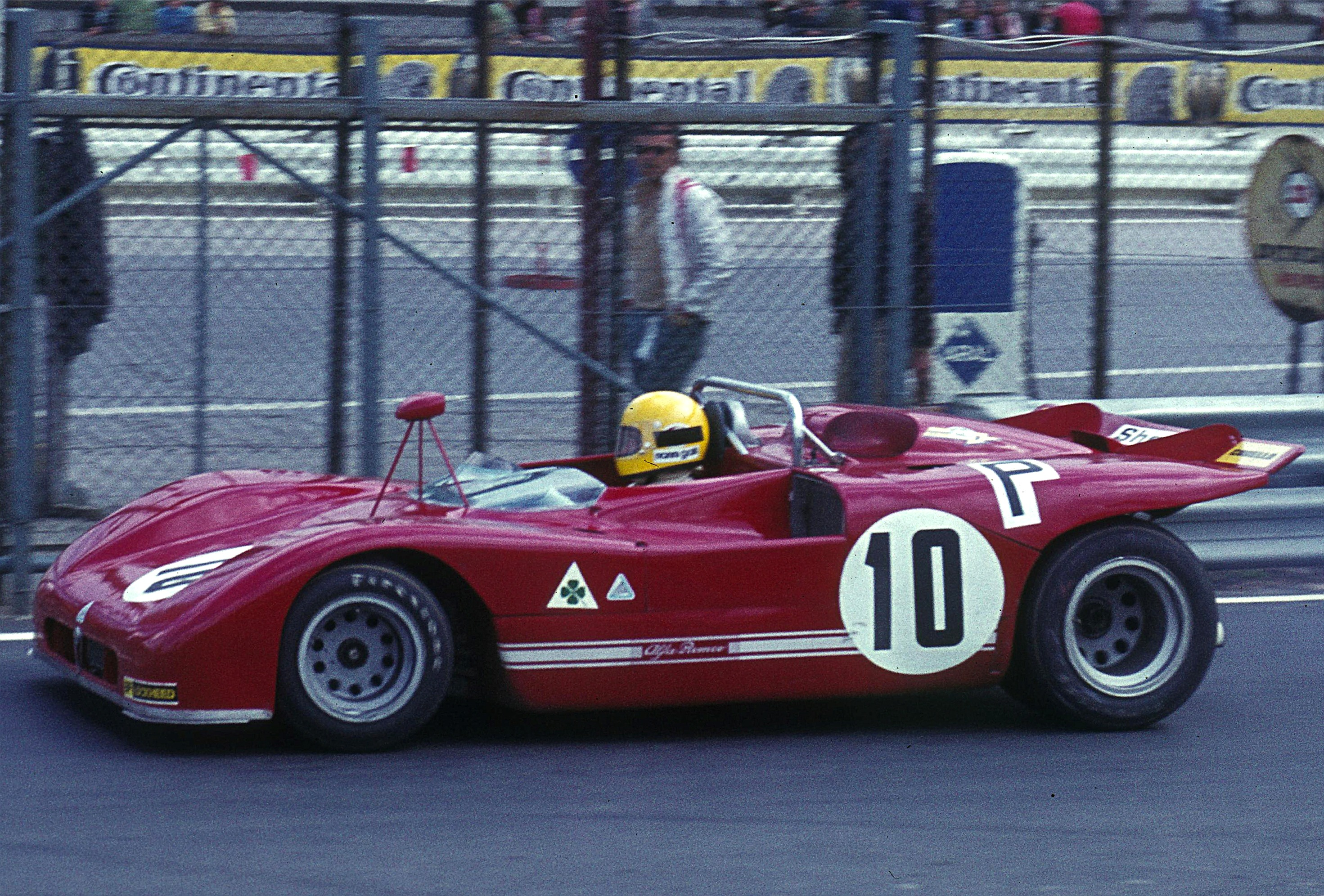
Nanni Galli sobre un sport de Alfa Romeo en 1971.

Giovanni Giuseppe Gilberto Galli (Bolonia, Italia; 2 de octubre de 1940-Prato, Italia; 12 de octubre de 2019), más conocido como Nanni Galli, fue un piloto de automovilismo italiano.

## Carrera
Nacido en Bolonia, Galli ganó una carrera del circuito de Mugello en 1968 y fue segundo en la Targa Florio (con Ignazio Giunti). En las 24 Horas de Le Mans, terminó en 4.° lugar conduciendo un Alfa Romeo T33/2. Al año siguiente en Le Mans finalizó 7° en un Matra. En 1970, ambos condujeron un T33/3 pero no terminaron.
Se mudó brevemente a la Fórmula 1 en 1970, debutando en el Gran Premio de Italia de 1970 conduciendo un McLaren-Alfa Romeo. Terminó 3.° en el Gran Premio de la República Italiana no puntable en Vallelunga en 1972 para el pequeño equipo Tecno.
Su mayor éxito en ese tiempo fue el año cuando el manejo para Ferrari en 1972 en el Circuito de Charade, del Gran Premio de Francia, terminando en el lugar 13. Después de media docena de salidas para el equipo de Frank Williams al año siguiente, anunció su retiro.
Galli participó en 20 Grandes Premios del mundial en total, sin haber obtenido puntos para el campeonato mundial de pilotos.
Tras su retiro, se dedicó a su empresa de ropa familiar, Fruit of the Loom.

## Muerte
Galli murió el 12 de octubre de 2019 en Prato, a los 79 años.

## Resultados

### 24 Horas de Le Mans
| Año     | Equipo           | Copilotos      | Automóvil        | Clase | Vueltas | Pos. | Pos. Clase |
| ------- | ---------------- | -------------- | ---------------- | ----- | ------- | ---- | ---------- |
| 1968    | Autodelta SpA    | Ignazio Giunti | Alfa Romeo T33/2 | P2.0  | 322     | 4.º  | 1.º        |
| 1969    | Equipe Matra Elf | Robin Widdows  | Matra MS630      | P3.0  | 330     | 7.º  | 4.º        |
| 1970    | Autodelta SpA    | Rolf Stommelen | Alfa Romeo T33/3 | P3.0  | 220     | DNF  | DNF        |
| 1972    | Autodelta SpA    | Rolf Stommelen | Alfa Romeo T33/3 | S3.0  | 263     | DNF  | DNF        |
| Fuente: |                  |                |                  |       |         |      |            |

### Fórmula 1
(Clave) (negrita indica pole position) (cursiva indica vuelta rápida)

| Año     | Escudería                  | 1       | 2     | 3       | 4       | 5       | 6       | 7       | 8      | 9       | 10      | 11      | 12      | 13  | 14  | 15  | Pos. | Puntos |
| ------- | -------------------------- | ------- | ----- | ------- | ------- | ------- | ------- | ------- | ------ | ------- | ------- | ------- | ------- | --- | --- | --- | ---- | ------ |
| 1970    | Bruce McLaren Motor Racing | RSA     | ESP   | MON     | BEL     | NED     | FRA     | GBR     | GER    | AUT     | ITA DNQ | CAN     | USA     | MEX |     |     | NC   | 0      |
| 1971    | STP March                  | RSA     | ESP   | MON DNQ | NED Ret | FRA DNS | GBR 11  | GER 12  | AUT 12 | ITA Ret | CAN 16  | USA Ret |         |     |     |     | NC   | 0      |
| 1972    | Martini Racing Team        | ARG     | RSA   | ESP DNP | MON DNP | BEL Ret |         | GBR Ret | GER    | AUT NC  | ITA Ret | CAN DNP | USA DNP |     |     |     | NC   | 0      |
| 1972    | Scuderia Ferrari           |         |       |         |         |         | FRA 13  |         |        |         |         |         |         |     |     |     | NC   | 0      |
| 1973    | Frank Williams Racing Cars | ARG Ret | BRA 9 | RSA     | ESP 11  | BEL Ret | MON Ret | SWE     | FRA    | GBR     | NED     | GER     | AUT     | ITA | CAN | USA | NC   | 0      |
| Fuente: |                            |         |       |         |         |         |         |         |        |         |         |         |         |     |     |     |      |        |